# Jynx
Jynx (ルージュラ?, Rūjura) è un Pokémon base della prima generazione di tipo Ghiaccio/Psico. Il suo numero identificativo Pokédex è 124. A partire dalla seconda generazione, Jynx si evolve da Smoochum
Ideato dal team di designer della Game Freak, Jynx fa la sua prima apparizione nel 1996 nei videogiochi Pokémon Rosso e Blu e compare inoltre nella maggior parte dei titoli successivi, in videogiochi spin-off, nella serie televisiva anime, nel Pokémon Trading Card Game e nel merchandising derivato dalla serie.
Il Pokémon è protagonista dell'episodio La Via Gelata (こおりのどうくつ！?) censurato dalla 4Kids Entertainment per la presenza di Jynx, al centro di controversie per via del colore della sua pelle. La capopalestra Sabrina (Pokémon) e la Superquattro Lorelei possiedono un esemplare del Pokémon. Jynx è uno dei Pokémon assenti in Pokémon Giallo. Jynx ed Illumise sono gli unici Pokémon esclusivamente di sesso femminile appartenenti al gruppo Uovo Umanoide.

## Descrizione
Jynx ha un aspetto umanoide e un linguaggio simile a quello umano; può infatti emettere una varietà di versi differenti per esprimere i diversi stati d'animo. Tende ad ancheggiare e a muoversi in modo ritmico, per ammaliare i nemici e indurli a danzare con lei tramite l'ipnosi. È una specie esclusivamente femminile.
A partire da Pokémon Oro e Argento è stato introdotto Smoochum, uno stadio pre-evolutivo del Pokémon derivato da un uovo di Jynx, che si evolve in Jynx dopo aver raggiunto uno specifico livello.

## Apparizioni

### Videogiochi
Nei videogiochi Pokémon Rosso e Blu e Pokémon Rosso Fuoco e Verde Foglia è possibile ottenere Jynx in cambio di un Poliwhirl a Celestopoli.
In Pokémon Oro e Argento, Pokémon Cristallo e Pokémon Oro HeartGold e Argento SoulSilver il Pokémon è disponibile lungo la Via Gelata. Nei remake della quarta generazione è inoltre presente nelle Isole Spumarine.
Nella versione Platino è disponibile all'interno del Tempio Nevepoli.
Nei videogiochi Pokémon Nero e Bianco è possibile catturare Jynx nella Fossa Gigante.
In Pokémon X e Y Jynx è disponibile all'interno della Caverna Gelata.
Nel videogioco Pokémon Ranger: Ombre su Almia è presente nella Valle di Crio e all'interno del Castello di Almia.

### Anime
Jynx appare per la prima volta nel corso dell'episodio Incontro con Babbo Natale (Holiday Hi-Jynx). Nell'anime i Pokémon collaborano con Babbo Natale.
La Superquattro Prima possiede un esemplare del Pokémon, mostrato in Lezioni di vita (The Mandarin Island Miss Match).
È inoltre presente nell'episodio censurato La Via Gelata (The Ice Cave!), tra i Pokémon dell'Infermiera Joy.

## Accoglienza
Originariamente il Pokémon presentava una pelle scura dato che richiamava due mode giapponesi, il ganguro e l'yamanba, in voga nel periodo dell'uscita del videogioco. Molti afroamericani, tra cui la scrittrice Carole Boston Weatherford ritennero Jynx un'immagine stereotipata delle persone di colore. Nel 2002, in risposta a questa controversia, la Nintendo cambiò il colore del Pokémon rendendo viola sia le mani che il viso. In occasione della pubblicazione di Pokémon Giallo per Nintendo 3DS lo sprite del Pokémon Jynx è stato modificato rispetto alla versione originale del titolo. Anche nella versione per Wii e Wii U del videogioco Pokémon Snap è stato modificato l'aspetto di Jynx.